# Tamga

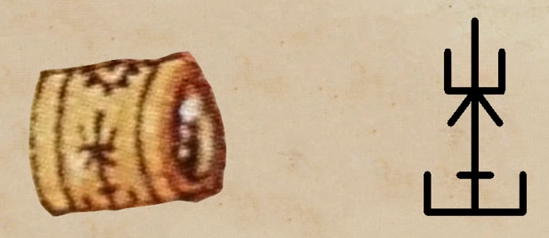
Árpád vezér tamgája

A tamga rajzolt, karcolt vagy pecsételt absztrakt embléma, szimbolikus nemzetségjel vagy birtokjel az eurázsiai nomád kultúrkörben.
A klasszikus ókortól egészen a középkorig elterjedt és közönséges volt mint a törzs, klán vagy család emblémája az iráni népek (alánok, szarmaták, szkíták) és a mongolok körében, valamint a köztörök népeknél. A keleteurópai vagy a kaukázusi sztyeppe népei is használtak "tamga-szerű" szimbólumokat.

## Középkori tamgák

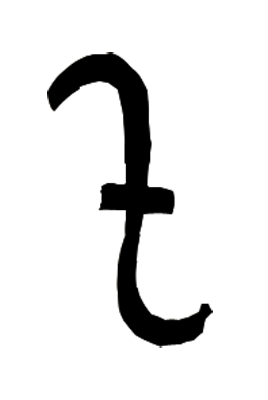
A mongol Kaidu kagán Ögedei uralkodóházának tamgája

### Mongol birodalom
"Tamga" vagy "tamag" (tamğa) jelentése bélyegző, pecsét a mongol nyelvben.
Amint az ősi népek, mint a mongolok történelmük során eredet szerinti törzsi-, kaszti-, és etnikai csoportokra oszlottak, a szétváló klánoknak sajátos szokás- és hiedelemvilága alakult ki, aminek nyomán létrejött a tamga szokása. Rajzos nemzetség- és törzsjelek szolgáltak a különféle közösségek, munkacsoportok, mesterségek, jószág, hatósági rend stb. azonosítására, elkülönítésére. A gondosan ápolt hagyomány szerint minden klánon belüli összeötközés és szétválás után, a régi tamgát új jellel látták el és így vitték tovább.

### Türk népek

Hagyományos tamga a krími tatárok zászlaján

Az ótörök népek tamgái a rúna vagy rovásírás jeleihez hasonlítanak.

### Erdélyben
Erdélyben, az 1500 méter magas Tászoktetőn nyolc darab rovásírásos kőemléket találtak, amelyek közül a legnagyobb 120 cm x 60 cm x 60 cm. Eredetileg csak kis részük emelkedett ki a földből, a nép között azonban az a hír járta, hogy kincs van alattuk, így a keresés következtében teljesen a felszínre kerültek. Kemenes Antal középiskolai tanár rajzolta le gondosan a rajtuk lévő ábrákat, majd a Székely nép című újságban 1913-ban tanulmányt írt róluk. Ez azt a büntetést vonta maga után, hogy Csíkból az ország legnyugatibb részére, Szentgotthárdra helyezték át. Kemenes Antal szerint a kövek feliratai az 1241 és 1243 között, a tatárok elől a Tászoktetőre menekült székelyek tamgái, nemzetségjelei. 1920-ban a románok eltávolították  a tászoktetői kövekről a feliratokat.